# Ватанабэ, Муцухиро
Муцухиро Ватанабэ (яп. 渡邊睦裕, 1 января 1918 — 1 апреля 2003); прозвище среди военнопленных с англ. The Bird  — «Птица») — сержант Японской императорской армии во Второй мировой войне, служивший в лагерях для военнопленных Офуна в Наоэцу (ныне Дзёэцу в префектуре Ниигата) и Мицусима (ныне Хираока). После капитуляции Японии Ватанабэ был классифицирован как военный преступник класса А за злоупотребления военным положением в отношении военнопленных.

## Биография

### Служба
Ватанабэ проявил особый интерес к американскому военнопленному, в прошлом бегуну, Луи Замперини. Замперини был легендой для жителей села Офуна и Ватанабэ чувствовал, что он этой причиной бросает вызов его власти. Ватанабэ заставил Замперини продержать тяжёлое бревно над головой более 37 минут, после чего ударил его в живот. Ватанабэ открыто признавал получение сексуального удовольствия от побоев заключённых, и при этом у него были непрекращающиеся перепады настроения: сперва он избивал заключённых, а на следующий день одаривал их горстями конфет и сигаретами. Замперини был переведен в Наоэцу, изолированную снежную горную местность. Взволнованный перспективой освобождения от «птицы», он узнал, что Ватанабэ тоже был переведён в Наоэцу.
В 1945 году генерал Дуглас Макартур включил Ватанабэ под № 23 в свой список 40 самых разыскиваемых военных преступников Японии. Ватанабэ ушёл в подполье на семь лет и никогда не привлекался к ответственности после окончания оккупации Японии армией США. Во время семилетнего пребывания в подполье Ватанабэ то прятался в пещерах и менял имена, то работал на ферме и в небольшом продуктовом магазине. При этом, он несколько лет подряд навещал свою мать в ресторане, которая построила храм в честь своего сына, и давал ей понять, что он жив. В 1956 году японский литературный журнал Бунгэйсюндзю опубликовал интервью с Ватанабэ под названием «Я не хочу быть наказанным Америкой».

### Последующая жизнь
После окончания оккупации, в 1952 году с Ватанабэ были сняты все обвинения и он стал агентом по страхованию жизни и, как сообщается, разбогател, владея квартирой стоимостью в 1,5 млн долларов США в Токио и кондоминиумом для отпуска на Золотом побережье Австралии.
До зимних Олимпийских игр 1998 года в Нагано, программа «60 Minutes» телеканала «CBS News» взяла интервью у Ватанабэ в отеле Окура в Токио в связи с тем, что Замперини, нёсший олимпийский факел, возвращался из Наоэцу по пути в Нагано. Ватанабэ не принёс извинений, но признал избиение заключённых: «мне не давали военных орденов. Из-за моих личных чувств я относился к заключенным строго как к врагам Японии». Замперини простил Ватанабэ и хотел встретиться с ним, но последний отказался, вероятно, опасаясь последствий после некоторых обвинительных вопросов в более ранних интервью.
Ватанабэ умер 1 апреля 2003 года.

## Наследие
Злоупотребления Ватанабэ подробно описаны в книге Лауры Хилленбранд о Замперини под названием «Непокорённый: Вторая мировая война. История выживания, стойкости и искупления». Американская актриса и режиссёр Анджелина Джоли сняла по этой книге фильм «Несломленный», в котором роль Ватанабэ сыграл рок-звезда Японии — Miyavi.